# Megalopta nigriventris
Megalopta nigriventris är en biart som beskrevs av Heinrich Friese 1926. Megalopta nigriventris ingår i släktet Megalopta och familjen vägbin. Inga underarter finns listade i Catalogue of Life.